# May Spils
May Spils, née Maria-Elisabeth Maier-Spils le 29 juillet 1941 à Twistringen, est une réalisatrice, scénariste, actrice, monteuse et productrice de cinéma ouest-allemande puis allemande.

## Biographie
May Spils a passé son Abitur à l'école Berlitz. Elle a ensuite travaillé comme correspondante de presse à l'étranger et a pris des cours de théâtre à Brême. À partir de 1962, elle vit à Munich, où elle fait la connaissance de Werner Enke (de) en 1963. Spils a travaillé comme mannequin et a joué dans quelques films. Elle s'essaya à l'écriture et fonda son propre studio de théâtre, qui dut cependant fermer après deux représentations.
Avec Enke et Klaus Lemke (de), elle tenta en 1964 de fonder sa propre société de cinéma. En 1965, elle forma avec Enke, Lemke et d'autres membres de la scène de Munich-Schwabing le Neue Münchner Gruppe dans le but de produire ses propres films. Après deux courts-métrages, qu'elle a réalisés elle-même pour la première fois, elle obtient un succès sensationnel avec Venons-en au fait, mon trésor, un film qui met en scène un « gammler » que tout indiffère. Ses autres films avec Enke se sont également déroulés à Munich.
Elle est la compagne de l'acteur Werner Enke.

## Filmographie

### Réalisatrice
- 1966 : Das Portrait (court métrage)
- 1966 : Manöver (court métrage)
- 1968 : Venons-en au fait, mon trésor (Zur Sache, Schätzchen)
- 1970 : Nicht fummeln, Liebling (de)
- 1974 : Hau drauf, Kleiner (de)
- 1979 : Wehe, wenn Schwarzenbeck kommt (de)
- 1983 : Mit mir nicht, du Knallkopp (de)

### Actrice de cinéma
- 1964 : Vacances à Saint-Tropez (Holiday in St. Tropez) d'Ernst Hofbauer
- 1965 : Kleine Front (court métrage)
- 1965 : Genghis Khan d'Henry Levin : la concubine
- 1966 : Das Portrait (court métrage)
- 1966 : Manöver (court métrage)

### Scénariste de cinéma
- 1966 : Das Portrait (court métrage)
- 1966 : Manöver (court métrage)
- 1968 : Venons-en au fait, mon trésor (Zur Sache, Schätzchen)
- 1979 : Wehe, wenn Schwarzenbeck kommt (de)
- 1983 : Mit mir nicht, du Knallkopp (de)

### Productrice de cinéma
- 1966 : Manöver (court métrage)

### Monteuse
- 1968 : Venons-en au fait, mon trésor (Zur Sache, Schätzchen)
- 1970 : Nicht fummeln, Liebling (de)

### Chef costumière
- 1979 : Wehe, wenn Schwarzenbeck kommt (de)